# Красноперівка
Красноперівка — один з об'єктів природно-заповідного фонду Полтавської області, ландшафтний заказник місцевого значення.

## Розташування
Заказник розташований в Карлівському районі, Полтавської області на околиці міста Карлівка  в долині річки Орчик в Карлівському лісництві, кв. 14-23. 

## Історія
«Урочище Красноперівка» 28 лютого 1995 року рішенням Полтавської обласної ради отримало статус ландшафтного заказника місцевого значення. Завданням заказника є збереження кленово-дубово-соснових насаджень з різноманітною флорою та фауною. Має водоохоронне та ґрунтозахисне значення. Осередок збереження рідкісних видів рослин (4) і тварин (1).

## Загальна характеристика
Заказник займає площу 317 га, розташовується на межі лісостепової та степової зон України. В урочищі на узліссях знаходяться невеликі ділянки остепнених луків та фрагменти піщаних степів.

## Флора
В урочищі виділяють сім асоціацій природної лісової рослинності: звичайнодубові, в'язово-дубові, в'язові, біловербові та білотополеві ліса, на невеликих територіях штучно насаджені сосни та берези.
Серед рослин є десять рідкісних видів. Плодоріжка болотна, косарики тонкі, тюльпан дібровний занесені до «Червоної книги України», а сім є рідкісними на території Полтавщини: конвалія звичайна, родовик лікарський, проліски пониклі, серпій увінчаний,  козельці українські, Centaurea chartolepis та Centaurea glastifolia.